# André Godinat
Andrè Godinat (Parigi, 3 settembre 1903 – Parigi, 3 ottobre 1979) è stato un ciclista su strada francese, campione nazionale nel 1932, e vincitore di una tappa al Tour de France.

## Carriera
Professionista dal 1928 al 1937, fu campione di Francia su strada nel 1932 e vincitore di tappa del Tour de France 1931.

## Palmarès

### Strada
- 1928

Nancy-Colmar
- 1929

Grand Prix de Reims
Circuit de Forez
- 1931

4ª tappa Tour de France
Parigi-L'Aigle
- 1932

Campionato nazionale di ciclismo su strada

## Piazzamenti

### Grandi Giri
- Tour de France

1928: ritirato
1929: ritirato
1931: ritirato